# نوكيا 6810
نوكيا 6810 هاتف محمول صنع من قبل شركة نوكيا الفنلندية في الربع الأخير من عام 2003 وتوقف أنتاجه اليوم. يعتبر هذا الهاتف هو النسخة المحدثة من هاتف نوكيا 6800. وهو مزود بتقنية البلوتوث وراديو إف إم.

## الخصائص

### الشاشة
- نوع الشاشة: شاشة CSTN ـ 4096
- لون وحجم الشاشة:128 × 128 بكسل - 8 سطور - 1.6 بوصه

### السماعات والنغمات
- نوع النغمات:Polyphonic, Monophonic مع وجود Vibration وإمكانية تحميل نغمات والتحدث عن بعد
- مدمج به سماعة للتحدث الحر Handsfree

### الذاكرة
- دليل الهاتف: يوجد
- سجل المكالمات: يوجد
- ذاكره داخليه:35 ميجا بايت
- ذاكره خارجيه: لا يوجد

### نقل البيانات
- GPRS: إصدار 4 بسرعة 24 - 36 كيلو بايت / ثانية
- EDGE: بسرعة 118.4 كيلو بايت / ثانيه
- 3G: لا يوجد
- Wlan: لا يوجد
- Bluetooth: إصدار 1.1
- Infrared: يوجدUSB

### البطارية
- البطارية (Standard, Li-Ion 1000 mAh (BLC-2.
- وقت الانتظار: حتى 360 ساعه
- وقت التحدث: حتى 6 ساعات

### الكاميرا
- الكاميرا الأساسية: خلفيه
- وظائف أخرى: لا يوجد
- كاميرا اماميه: يوجد

### أخرى
- لوحة مفاتيح كاملة الحروف
- مذكرات صوتية Voice memo
- قاموس T9
- آله حاسبة
- عصا تحكم خماسيه الاتجاهات
- ألعاب مع إمكانية تحميل العاب
- متصفح نتWAP 2.0/xHTML
- راديو FM